# 紀伊浦神站
紀伊浦神站（日语：／ Kii-Uragami eki */?）是位於和歌山縣東牟婁郡那智勝浦町大字浦神，屬於西日本旅客鐵道（JR西日本）的紀勢本線（紀國線）車站。

## 歷史
- 1936年（昭和11年）12月11日 : 國鐵紀勢中線下里站至串本站之間開通，此站啟用[1]。
- 1940年（昭和15年）8月8日 - 江住站至串本站之間開通，同時路線改名為紀勢西線[1]。
- 1959年（昭和34年）7月15日 - 三木里站至新鹿站之間開通，同時路線改名為紀勢本線[1]。
- 1985年（昭和60年）3月14日 : 成為無人車站。
- 1987年（昭和62年）4月1日 : 伴隨國鐵分割民營化，車站由西日本旅客鐵道（JR西日本）營運[1]。

## 車站構造
本站為設有1面2線島式月台的地面車站。站房與月台之間設有平交道和遮斷機。此站是由新宮站管理的無人車站。站房在啟用當時已經存在，現時站內的售票櫃臺和小型行李服務櫃臺長期關閉。本站沒有設置自動售票機，而乘車站證明票發票機已經損壞（截至2014年8月）。

### 月台
| 月台 | 路線   | 方向                       |
| ---- | ------ | -------------------------- |
| 1    | 紀國線 | 串本、紀伊田邊、和歌山方向 |
| 2    | 紀國線 | 紀伊勝浦、新宮方向         |

- 以上的路線名是使用旅客資訊上的名稱（愛稱）。
- 1號月台是靠近車站大樓。

## 使用狀況
以下列出近年1日平均乘車人次。
| 年度   | 一日平均 乘車人次 |
| ------ | ----------------- |
| 1998年 | 88                |
| 1999年 | 81                |
| 2000年 | 65                |
| 2001年 | 48                |
| 2002年 | 44                |
| 2003年 | 45                |
| 2004年 | 47                |
| 2005年 | 42                |
| 2006年 | 41                |
| 2007年 | 39                |
| 2008年 | 38                |
| 2009年 | 37                |
| 2010年 | 32                |
| 2011年 | 32                |
| 2012年 | 34                |
| 2013年 | 26                |
| 2014年 | 24                |
| 2015年 | 19                |
| 2016年 | 25                |
| 2017年 | 19                |

## 車站周邊
- 國道42號
- 嚴島神社
- 弁天崎
- 近畿大學 水產研究所浦神實驗場
- 鹽竈神社
- 那智浦神郵局

## 相鄰車站
西日本旅客鐵道
 紀國線（紀勢本線）
下里－紀伊浦神－紀伊田原

## 注腳
1. 1 2 3 4 5  曾根悟（日语：曽根悟）（監修）. 朝日新聞出版分冊百科編集部（編集） , 编. . 朝日百科週刊. 25號 紀勢本線、參宮線、名松線. 朝日新聞出版. 2010-01-10: 18–21.
2. ↑  『和歌山縣統計年鑑』及『和歌山縣公共交通機關等資料集』

## 外部連結
- 紀伊浦神｜車站資訊：JR出門網 - 西日本旅客鐵道